# Demonax puerilis
Demonax puerilis är en skalbaggsart som beskrevs av Holzschuh 1991. Demonax puerilis ingår i släktet Demonax och familjen långhorningar. Inga underarter finns listade i Catalogue of Life.